# 中共浙江省委党校
中共浙江省委党校和浙江行政学院为“两块牌子一套班子”，是中共浙江省委、浙江省人民政府培养党员干部和公务员的学校，是浙江省委、省政府直属的参照公务员法管理的事业单位。
学校有两个校区。文欣校区位于杭州市西湖区，仓前校区坐落于余杭区杭州未来科技城核心区。截至2022年，中共浙江省委党校设有马克思主义理论等5个一级学科硕士学位点、2个专业学位授权点、3个省级一流学科，居全国省级党校第一。

## 历史沿革
中华人民共和国成立之前，中共组织培训干部的途径是开办军政干部训练班、干校、党训班等。1938年1月，中共闽浙边临时省委在平阳开办由粟裕兼任校长的抗日救亡干部学校。1944年10月，开办由何克希兼任校长的浙东区党委抗日军政干校，由谭启龙兼任主任的浙东区党委党训班。1945年2月，苏浙军区在长兴开办由粟裕兼任校长的苏浙公学。1947年5月，由中共浙南特委开办军政干部训练班。1949年9月，由中共浙江省委举办党训班。
1949年9月24日，中共浙江省委决定在省委党训班的基础上建立中共浙江省委党校。同时成立省委党校校务委员会，任命省委委员、组织部长杨思一兼任校长、书记。1950年6月，成立校党委会。1956年5月，改名为中共浙江省委初级党校。1957年3月，与浙江行政学院合并，复称中共浙江省委党校。
1960年7月，中共浙江省委决定省委党校与杭州大学合并，省委党校校长、党委书记担任杭州大学党委书记、副校长，党校其他领导也充实到杭州大学领导班子。合并之后，党校仍保留，到杭州大学任职的领导人员原在党校的领导职务也保留，留守的少数人员成立党总支，维持少量的训练任务。1962年7月，省委决定党校与杭州大学分开办学。
1966年5月，省委党校开展“文化大革命”运动。同年7月6日，省委派出工作组进驻党校。8月3日，省委党校成立“文化大革命筹备委员会”。1968年6月15日，由省革委会批准建立中共浙江省委党校革委会，成为党校新的领导机构。1970年10月21日，省革委会根据省党的核心小组意见，决定撤销旧党校，人员下放到省五七干校。1973年4月23日，中共浙江省委决定恢复中共浙江省委党校。同年5月4日，省委批准建立校党委。1979年3月27日，根据国务院《关于停办五七干校有关问题的通知》，省委决定停办浙江省五七干校，改为浙江省委党校分校。1982年7月决定撤销省委党校分校。1983年5月，中共浙江省委党校确定为高等院校体制。
1988年12月1日，浙江省人民政府决定建立浙江行政学院，行政学院设在省委党校，由省政府领导，与省委党校实行“一个班子，一套机构，两块牌子”的管理体制。1990年7月23日，中共浙江省委决定在省委党校成立浙江省社会主义学院，与省委党校、行政学院实行“三块牌子，一套班子”体制。1997年5月6日，省委书记办公会议研究决定“原则同意省社会主义学院独立建院”。1999年4月23日，省委常委会议研究决定把社会主义学院建在省委党校校园内，单独建院，联合办学。
2005年12月28日，时任中共浙江省委书记的习近平出席中共浙江省委党校、浙江行政学院、浙江省社会主义学院仓前校区新校园建设工程开工典礼，宣布工程开工并启动开钻按钮。
2013年9月23日，位于余姚市梁弄镇的中共浙江省委党校四明山(梁弄)分校正式挂牌成立，施行中共浙江省委党校与中共余姚市委双重领导体制。2014年10月15日，中共浙江省委党校南湖分校正式揭牌。南湖分校依托中共嘉兴市委党校办学，实行中共浙江省委党校与中共嘉兴市委双重领导体制。2019年7月23日，中共浙江省委党校平阳分校启用。省委书记车俊出席启用仪式并揭牌。

## 职责
1. 培训各级党政领导干部、公务员、国有企业领导人员、事业单位领导人员、年轻干部、理论宣传骨干、高层次人才、基层干部、党员，开展全省党校（行政学院）系统师资培训；
2. 加强马克思主义基本理论研究，重点研究宣传习近平新时代中国特色社会主义思想；
3. 承办省委和省政府以及相关部门举办的专题研讨班；
4. 开展重大理论和现实问题研究，承担省委和省政府决策咨询服务；
5. 按照国家有关法律法规和政策规定，开展在职研究生以及其他形式的干部继续教育和培训；
6. 开展同国（境）内外有关机构和组织的合作与交流；
7. 参与省委关于党校（行政学院）工作政策以及干部培训计划的制定工作；
8. 完成省委和省政府交办的其他任务。

## 组织机构
- 办公室
- 组织人事处
- 教务处
- 科研处（决策咨询处）
- 研究室
- 机关党委
- 干部教育研究处
- 学员工作部
- 校（院）工作处
- 行政处（保卫处）
- 财务处
- 离退休工作处
- 研究生部
- 干部教育学院
- 总务部
- 报刊部
- 国际合作交流部
- 马克思主义研究院
- 哲学教研部
- 经济学教研部
- 政治学（科学社会主义）教研部
- 党史党建教研部
- 公共管理教研部
- 工商管理教研部
- 法学教研部
- 社会学文化学教研部（浙江省舆情研究中心）
- 浙江发展战略研究院（软科学研究所）
- 信息管理部
- 图书馆

## 历任领导
杨思一（兼）、吕志先（兼）、周林、陈冰（兼）、王一波（校革委会主任）、铁瑛（省委第一书记兼）、刘亦夫、王其超、卢展工、王金山、梁平波
- 斯鑫良（2007年7月－2010年1月）
- 蔡奇（2010年3月－2013年）
- 胡和平（2013年11月－2015年4月）
- 廖国勋（2015年4月－2016年12月）
- 任振鹤（2017年2月－2018年5月）[8]
- 黄建发（2018年7月－2021年6月）
- 王成（2022年－）